# Ешберн (Міссурі)
Ешберн (англ. Ashburn) — селище (англ. village) в США, в окрузі Пайк штату Міссурі. Населення — 33 особи (2020).

## Географія
Ешберн розташований за координатами 39°32′45″ пн. ш. 91°10′19″ зх. д. / 39.54583° пн. ш. 91.17194° зх. д. (39.545774, -91.171962).  За даними Бюро перепису населення США в 2010 році селище мало площу 0,34 км², уся площа — суходіл.

## Демографія
Згідно з переписом 2010 року, у місті мешкали 52 особи в 21 домогосподарстві у складі 13 родин. Густота населення становила 152 особи/км².  Було 34 помешкання (99/км²).
Расовий склад населення:
| - 100,0 % — білих |

До двох чи більше рас належало 0,0 %. Частка іспаномовних становила 0,0 % від усіх жителів.
За віковим діапазоном населення розподілялося таким чином: 23,1 % — особи молодші 18 років, 53,8 % — особи у віці 18—64 років, 23,1 % — особи у віці 65 років та старші. Медіана віку мешканця становила 52,3 року. На 100 осіб жіночої статі у місті припадало 116,7 чоловіків;  на 100 жінок у віці від 18 років та старших — 110,5 чоловіків також старших 18 років.
Цивільне працевлаштоване населення становило 11 осіб. Основні галузі зайнятості: виробництво — 100,0 %.